# Nationaal Park Centrale Balkan
Nationaal park Centrale Balkan (Bulgaars: Национален парк Централен Балкан; Natsionalen park Centralen Balkan) is een nationaal park in het Balkangebergte in Bulgarije. Het park werd opgericht in 1991 en is 761,69 vierkante kilometer groot. Het park omvat 9 natuurreservaten (Boatin, Tsarichina, Kozya Stena, Steneto, Stara Reka, Dzhendema, Severen Dzhendem, Sokolna, Peeshti Skali); de beukenbossen ervan maken sinds 2017 deel uit van het UNESCO-Werelderfgoed Oude en voorhistorische beukenbossen van de Karpaten en andere regio's van Europa. Het landschap bestaat uit bergen (Botev, 2376 m) en bossen (naaldbomen, beuk). In het park leven 59 soorten zoogdieren, 224 vogelsoorten, 14 soorten reptielen, 8 amfibieënsoorten en 6 soorten vis.